# American Idiot
American Idiot е седмият студиен албум на американската пънк рок група Green Day. Той е издаден на 21 септември 2004 г. чрез Reprise Records и е продуциран Rob Cavallo. Сингли към албума са American Idiot, Boulevard of Broken Dreams, Holiday, Wake Me Up When September Ends и Jesus of Suburbia.
Албумът постига популярност в световен мащаб в класациите на 26 страни. Достига първа позиция в 19 от тях, включително Съединените щати и Обединеното кралство. От излизането на American Idiot са продадени над 15 милиона копия по целия свят и над шест милиона копия в САЩ. Първата седмица от излизането на албума на пазара са продадени 267 000 копия.
Албумът печели многобройни награди, включително „Грами“ за най-добър рок албум и получава признание от критиката.

## Траклист
1. American Idiot 2:54
2. Jesus of Suburbia 9:08
I. Jesus of Suburbia
II. City of the Damned
III. I Don't Care
IV. Dearly Beloved
V. Tales of Another Broken Home
3. Holiday /Boulevard of Broken Dreams" 8:13
4. Are We the Waiting/St. Jimmy 5:38
5. Give Me Novacaine/She's a Rebel 5:26
6. Extraordinary Girl/Letterbomb 7:40
7. Wake Me Up When September Ends 4:45
8. Homecoming 9:18
I. The Death of St. Jimmy
II. East 12th St.
III. Nobody Likes You
IV. Rock and Roll Girlfriend
V. We're Coming Home Again
9. Whatsername 4:12

## Членове
- Billie Joe Armstrong – lead vocals, guitar
- Mike Dirnt – bass, backing vocals, lead vocals on Nobody Likes You
- Tré Cool – drums, percussion, backing vocals, lead vocals on Rock and Roll Girlfriend

## Гост музиканти
- Rob Cavallo – piano
- Jason Freese – saxophone
- Kathleen Hanna – guest vocals on Letterbomb